# Hippotion invertita
Hippotion invertita är en fjärilsart som beskrevs av Emilio Berio 1948. Hippotion invertita ingår i släktet Hippotion och familjen svärmare. Inga underarter finns listade i Catalogue of Life.